# 足立謙三
足立 謙三（あだち けんぞう、1951年8月6日 - ）は、日本の裁判官。福岡県出身。東京大学法学部卒業。東京高等裁判所判事（第8民事部）。

## 経歴
- 1977年　東京大学法学部卒業
- 1982年　司法修習生（36期）
- 1984年　横浜地方裁判所判事補任官
- 1986年　岐阜地方裁判所判事補・岐阜家庭裁判所判事補
- 1989年　釧路地方裁判所帯広支部判事補・釧路家庭裁判所帯広支部判事補
- 1991年　東京地方裁判所判事
- 1994年　熊本地方裁判所判事・熊本家庭裁判所判事
- 1999年　東京地方裁判所判事
- 2002年　司法研修所教官
- 2006年　東京高等裁判所判事（第4民事部）
- 2009年4月　仙台地方裁判所部総括判事（第1民事部）
- 2012年4月　東京高等裁判所判事（第8民事部）

主に民事裁判を担当。上智大学法科大学院非常勤講師も務める。

## 著書
共著
- 『裁判実務体系第28巻 知的財産権関係訴訟』 （青林書院、1997年7月）

| スタブアイコン | サブスタブ | この項目は、まだ閲覧者の調べものの参照としては役立たない、人物に関連した書きかけの項目です。この項目を加筆・訂正などしてくださる協力者を求めています（P:人物伝/PJ:人物伝）。 |